# STS-90
STS-90 (ang. Space Transportation System) – dwudziesta piąta misja amerykańskiego promu kosmicznego Columbia i dziewięćdziesiąta programu lotów wahadłowców. 

## Załoga
źródło
- Richard A. Searfoss (3)*, dowódca (CDR)
- Scott D. Altman (1), pilot (PLT)
- Richard M. Linnehan (2), specjalista misji (MS1)
- Dafydd Rhys Williams (1, CSA), specjalista misji (MS3) (Kanada)
- Kathryn P. Hire (1), specjalista misji (MS2)
- Jay C. Buckey (1), specjalista ładunku (PS1)
- James A. Pawelczyk (1), specjalista ładunku (PS2)

*(liczba w nawiasie oznacza liczbę lotów odbytych przez każdego z astronautów)

### Rezerwowi specjaliści ładunku
- Alexander W. Dunlap (0)
- Chiaki Mukai (1), (NASDA)

## Parametry misji
- Masa:
  - startowa orbitera: ? kg
  - lądującego orbitera: 105 462 kg
  - ładunku: 10 788 kg
- Perygeum: 247 km[1]
- Apogeum: 274 km[1]
- Inklinacja: 39,0°[1]
- Okres orbitalny: 89,7 min[1]

## Cel misji
Lot naukowy z laboratorium Neurolab (ostatni lot europejskiego laboratorium Spacelab, eksploatowanego od 1983 roku).